# 乏核燃料

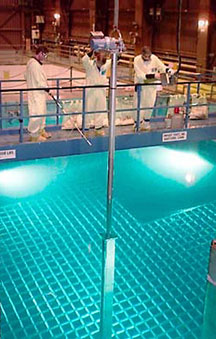
核电站中的乏核燃料池。

乏核燃料是指受过辐射照射、被使用過的核燃料，通常是由核电站的核反应堆产生。这种燃料无法繼續维持核反应。乏核燃料中仍然包含有大量的放射性元素，因此具有放射性，如果不妥善处理，会严重影响环境与接触它们的人的健康。

## 乏核燃料

### 纳米材料性质
低浓缩铀乏核燃料是一种纳米材料。核燃料通常是裂变物质的氧化物，形状为柱形小颗粒。在接受辐射发生裂变以后，其中存在有巨大的温度梯度，可以使裂变产物发生迁移。例如，锆具有向燃料中温度最高的中心移动的趋势，而其他低沸点的裂变产物则向燃料边缘移动。核燃料小颗粒在使用过程中可能会产生有很多的气泡，使得核燃料变得像海绵一样，而裂变产生的氙会迁移过来填补这些气泡。一部分氙随后会衰变成铯，因此很多气泡中都有较高浓度的铯-137。

在混合氧化物的乏燃料中，氙有向钚的浓度高的区域之外扩散的趋势，随后，它将被包裹在二氧化铀之中。而钕则没有移动的趋势。
在核燃料接受辐射的过程中还会形成钼锝钌钯合金的金属颗粒。还有一些固体物质会在二氧化铀晶粒的边界形成，但是大部分裂变产物仍然保存在作为固体溶剂的二氧化铀之中。参考文献描述了一种使用无放射性的物质来对氧化物乏燃料的仿真方法。

### 裂变产物
乏燃料中占其质量3%的物质是铀-235和钚-239的裂变产物及它们的衰变链的间接产物。尽管这些物质被认为是放射性废物，但是由于他们可能有多种工业上和材料上的用途，仍然可能需要将它们进一步分离出来。铀和钚的裂变产物包含了周期表中从锌到镧系元素的所有元素，这些元素按照质子数的分布会出现两个峰：第一个峰是第二次转换所产生的锆、铌、钼、锝、钌、铑、钯、银，而另一个峰是周期表中的碘、氙、铯、钡、镧、铈、钕。许多裂变产物都不具有放射性，或者是寿命很短的放射性同位素，但是仍然由相当数量的产物是中期到长期的放射性同位素，如锶-90、铯-137、锝-99和碘-129。一些国家对裂变废物中的稀有同位素的分离方法进行了研究，比如通过分离裂变产生的贵重金属如银和铂族金属钌，铑，钯，可以或多或少的补偿再处理的成本，然而目前这些方法都没有得到商业化。
裂变产物可以改变二氧化铀的热传导性能。镧系元素氧化物会降低燃料的热传导性，而金属纳米粒子会稍稍增加其热传导性。

#### 化学数据表
| 元素             | 气体 | 金属 | 氧化物 | 固体溶剂 |
| ---------------- | ---- | ---- | ------ | -------- |
| 溴 氪            | 是   | -    | -      | -        |
| 铷               | 是   | -    | 是     | -        |
| 锶               | -    | -    | 是     | 是       |
| 钇               | -    | -    | -      | 是       |
| 锆               | -    | -    | 是     | 是       |
| 铌               | -    | -    | 是     | -        |
| 钼               | -    | 是   | 是     | -        |
| 锝钌铑钯银镉铟锑 | -    | 是   | -      | -        |
| 碲               | 是   | 是   | 是     | 是       |
| 碘 氙            | 是   | -    | -      | -        |
| 铯               | 是   | -    | 是     | -        |
| 钡               | -    | -    | 是     | 是       |
| 镧铈镨钕钷钐铕   | -    | -    | -      | 是       |

### 钚

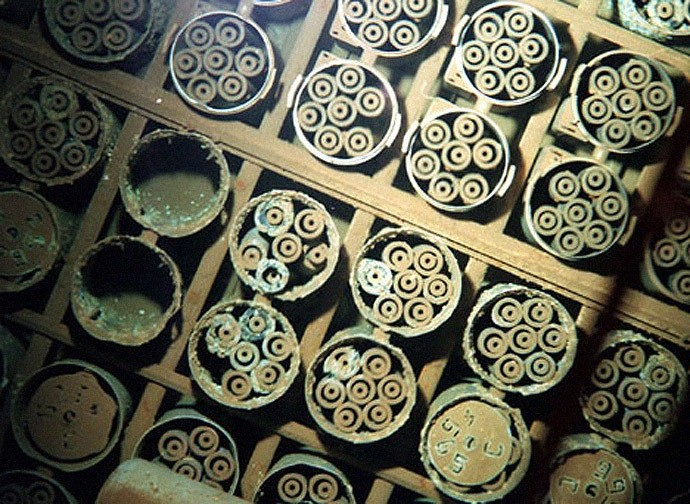
在美国华盛顿州汉福特场地储存的乏核燃料。这些乏核燃料储存在水下，盖子被打开了。

乏核燃料中大约1%的质量是钚-239和钚-240，这些钚由铀-238俘获中子后经β衰变而产生，它们既是一种有用的副产品，也是危险的、难以处理的废料。为了防止核扩散，需要禁止那些尚未拥有核武器的国家使用这些钚制造核武器。如果核反应堆工作正常的话，这些钚是反应堆级，没有达到武器级。它所包含的钚-240较多，只有不到80%的钚为钚-239，使得这些钚并不适用于制作核武器。然而，如果真得要用这些反应堆级的钚制作核武器也并非不可能。如果接受辐射的时间比较短，那么就会生产出武器级的钚，钚-239的比例高于80%，最高可达93%。

### 铀
乏核燃料中的96%的质量是剩余的未反应的铀，大多数是铀-238，一小部分是铀-235。通常情况下，铀-235的质量分数小于0.83%，铀-236的质量分数大约是0.4%。
铀-236是一種很棘手的長壽命放射性廢物。
再处理铀包含有铀-236，这种同位素在自然界中不存在，它可以用作乏核燃料的的标志特征。
如果将钍燃料用于反应堆中，产生的乏核燃料将会包含铀的同位素铀-233，其半衰期为159,200年。它将会对乏核燃料因衰变而产生的长期放射性产生影响。和混合氧化物核燃料相比，由于存在有未衰变完全的铀-233，一百万年之内的钍乏燃料的放射性将会比较高。

### 次要锕系元素
次要锕系元素是指除了铀和钚以外的锕系元素。在反应堆产生的乏核燃料中，可以找到这些元素的踪迹，其中主要包括镎、镅和锔。在反应堆中形成的次要锕系元素的含量依赖于使用的核燃料的性质与反应堆的条件。例如，使用混合氧化物燃料（铀-238基体的钚-239）很有可能生产出大量的镅以及更重的核素，而铀钍核燃料则不会产生这么多。
对于天然铀核燃料：
天然铀中的可裂变成分铀-235的浓度为0.71%。当停止使用的时候，总的的裂变材料的成分仍然达0.5%，其中铀-235占0.23%，钚-239和钚-241占0.27%。从反应堆中卸除这些燃料的原因并不是裂变物质已经消耗光了，而是因为能够吸收中子的裂变产物已经足够多，导致核燃料无法维持核反应。
一些天然铀核燃料采用化学性质活泼的封装，如镁合金，而由于长期储存和抛弃比较困难，这些燃料需要进行再处理 。
对于军用反应堆和研究反应堆中使用的高浓缩铀来说，同位素的生产过程与反应堆堆芯燃料的管理过程和反应堆的工作条件密切相关。

## 乏核燃料衰变热

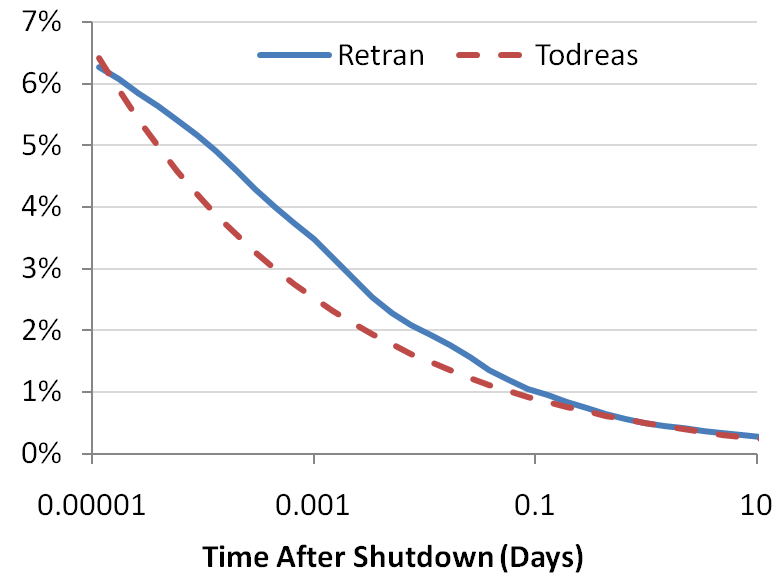
反应堆紧急关闭以后，衰变热与总功率之比随时间的变化情况。图中两条曲线采用了两种不同的相互关系。

当核反应堆关闭的时候，链式核反应也随之停止，然而由于衰变产物的β衰变，乏燃料仍然会放出的大量的热量。因此，在核反应堆关闭的时刻，衰变放出的热功率大约是核反应堆稳定工作时功率的7%。在反应堆关闭1小时以后，衰变热功率约为稳定工作时的功率的1.5%；一天以后变为0.4%；一周后变为0.2%。衰变热功率随着时间会继续慢慢的减小。
从核反应堆中移除的乏核燃料通常会储存在装满水的乏核燃料池中，需要保存一年甚至更长的时间以使其冷却，同时对其放射性提供屏蔽。实际中使用的乏核燃料池设计通常不依赖被动的冷却，而是需要使用热交换器，让水在其中循环流动，以将衰变产生的热量带走。
冷卻到一定程度的乏核燃料會從乏核燃料池中移出，放入特製的乾式貯存桶之中長期儲存，以騰出乏核燃料池的空間，並做為最終處置前的替代方案。

## 燃料成份与长期放射性

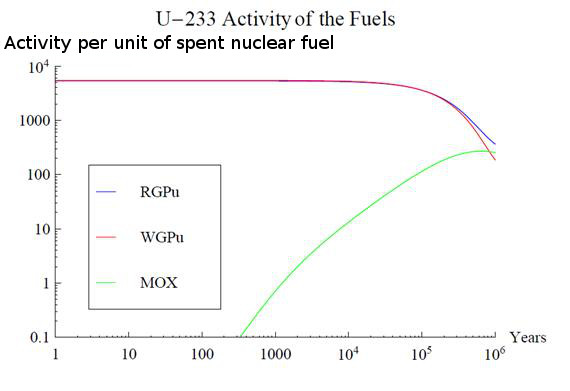
三种核燃料的铀-233的放射性。

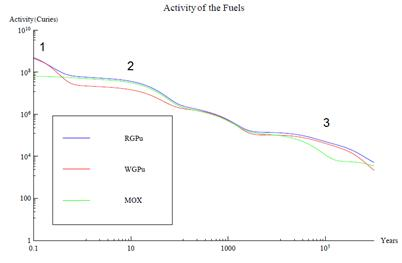
三种核燃料的总放射性。

在核燃料循环结束后会产生的半衰期很长的放射性废物，而这些放射性废物的组成成分与如何设计乏核燃料的废物管理机制有着密切的关系。乏核燃料中的锕系元素对燃料的长期放射性有着重要的影响。根据核反应堆的种类以及使用的燃料的类别，乏核燃料中的锕系元素的成分也会有所不同。
现在以含有钍的核燃料为例来说明这个问题。钍-232是一种增殖性材料，它可以通过中子俘获和两个β衰变从而产生裂变物质铀-233。因此使用钍的核燃料循环所产生的乏核燃料会包含铀-233，而这种物质的半衰期约为16万年。铀-233的的放射性衰变会强烈影响到乏核燃料的放射性曲线，影响时间长达一百万年。右边图中显示了在三种不同的乏核燃料中，铀-233对放射性曲线的影响。这三种燃料分别是含有反应堆级钚的钍燃料、含有核武器级钚的钍燃料和混合氧化物燃料。对于含有钚的两种钍燃料，可以看到铀-233的初始含量和它在大约十万年内的衰变情况。混合氧化物的乏核燃料中缺少铀-233，因此在图中右下角的3区放射性比较低，而含有钚的钍燃料由于含有未衰变完全的铀-233，在此处仍有较强的放射性。
所以，不同的核反应堆使用不同的核燃料，因此产生的乏核燃料成分也不同，放射性曲线也不相同。

## 乏核燃料腐蚀

### 贵金属纳米粒子与氢
根据腐蚀电化学家的研究，钼锝钌钯纳米粒子对二氧化铀的腐蚀有强烈的影响。这项工作认为，当氢（H2）的浓度较高时（氢在钢制废料容器厌氧腐蚀的过程中产生），它在纳米粒子处的氧化会对二氧化铀产生保护作用。这个作用可以认为是一种牺牲阳极的保护方法，只是这里牺牲的阳极的并不是金属，而是氢气。

## 最终处理
核再处理可以从乏核燃料中分离出不同成分，如再处理铀、钚、次要锕系元素、裂变产物、核燃料封装的锆或钢、放射性产物、以及在再处理过程中所添加的试剂等等。经过再处理后，需要遗弃的物质的体积将会大幅减少。
未经处理的乏核燃料也可以直接作为放射性废物处理。
美国计划在深层的地质结构中深埋这些放射性废物，如丝兰山核废物储藏所，它可以将核废料封闭长达数千年之久，防止它们影响人类环境 。然而，在2009年5月5日，美国能源部部长朱棣文在一次参议院听证会上说，丝兰山不再被看作是储存反应堆废料的方案。
关于核废料最终安全的存储方法至今（2017）仍没有定论。 德国与瑞士政府已经不再对进行核再处理。